# Hyde Park (Boston)
Hyde Park ist eine frühere Gemeinde und heutige Neighborhood von Boston im Bundesstaat Massachusetts der Vereinigten Staaten. Es gibt dort eine große Bandbreite an Häusertypen und sozialen Gruppierungen, so dass der Stadtteil trotz seiner Lage mitten in der Stadt durchaus Charakterzüge einer Vorstadt aufweist. Hyde Park bildet den Distrikt E-18 des Boston Police Department.
Der nach dem Baseballspieler der Atlanta Braves benannte und von Donald Ross entworfene George Wright Golfplatz liegt teilweise in Hyde Park, teilweise im benachbarten Roslindale.

## Geschichte
Im Jahr 1845 verbrachte der im Ruhestand lebende Geschäftsmann Henry Grew gemeinsam mit seiner Familie seinen Urlaub südlich von Boston in einem Gebiet, das damals der westliche Teil von Dorchester war. In der Nähe des Tals, durch das der Neponset River fließt, entdeckte er einen Ort, von wo aus er einen hervorragenden Blick auf die Blue Hills hatte, und beschloss, das betreffende Land mit einer Fläche von mehreren hundert Acres zu erwerben. Dieses Land wurde später unter dem Namen Grew’s Woods bekannt und ist heute noch als Teil des Stony Brook Reservation sowie des George Wright Golfplatzes erhalten. 1847 verlegte Grew schließlich seinen Wohnsitz auf sein neu erworbenes Land. In den folgenden Jahren kaufte die Hyde Park Land Company ca. 200 Acres (ca. 800.000 m²) Land in derselben Gegend und begann mit der Errichtung von Häusern um einen inoffiziellen Haltepunkt der Boston and Providence Railroad bei Kenny’s Bridge an der Straße von Dedham nach Milton Lower Mills (die heutige Hyde Park Station der MBTA an der River Street). Der nächste offizielle Stop war die Station in Readville.
Als Gründer von Hyde Park wird heute jedoch Alpheus Perley Blake angesehen, der 1856 gemeinsam mit 20 Partnern für die Fairmount Land Company den Distrikt Fairmount Hill auf der Westseite der Brush Hill Road in Milton erschloss. Dies führte zur Errichtung einer Brücke über den Neponset River und zum Bau einer Bahnstation für die New York and New England Railroad (heute Fairmount Station). Innerhalb weniger Jahre schlossen sich die beiden Entwicklungsgesellschaften zusammen, was das Wachstum noch mehr beschleunigte. Um 1867 gab es bereits sechs Bahnstationen in diesem Gebiet.
An den Massachusetts General Court wurde eine Petition gerichtet, die am 22. April 1868 zur Begründung der Selbstverwaltung der Stadt Hyde Park in Norfolk County führte, deren Grenzen das besiedelte Land in Dorchester (Grew’s Woods sowie die Flächen der Hyde Park Land Company), Milton und Dedham umfasste. Hyde Park war bis 1912 Teil von Norfolk County, als im Rahmen einer Abstimmung zu Gunsten einer Annektierung an Boston in Suffolk County entschieden wurde.
In den 1960er Jahren drohte Hyde Park mit der Abspaltung von Boston für den Fall, dass die Stadt den geplanten Southwest Expressway tatsächlich bauen und damit Hyde Park gabelförmig teilen würde.
Hyde Park besitzt eine vielfältige und aktive industrielle Vergangenheit. Für nahezu 130 Jahre war dort das Unternehmen Westinghouse Sturtevant beheimatet.

### Religionen
In Hyde Park gibt es viele Kirchen, darunter die katholischen Kirchen Most Precious Blood, Saint Adalbert’s und Saint Anne’s sowie die Episkopalkirche Christ Church – Iglesia de San Juan, die im NRHP eingetragen ist.

### Einwohnerentwicklung
Die Einwohner von Hyde Park stammen – ähnlich wie in South Boston, Charlestown und Dorchester – vorwiegend aus Polen, Italien und Irland. Im Jahr 2011 lebten ca. 46 % Weiße, 37 % Afroamerikaner, 19 % Hispanics oder Latinos sowie 2 % Asiaten im Stadtteil.

## Kultur und Sehenswürdigkeiten

### Bauwerke
Im Geschäftsviertel von Hyde Park stehen am Cleary Square und Logan Square eine Vielzahl historischer Gebäude, darunter das nach der Annektierung errichtete Rathaus des Stadtteils. Das Gebäude des YMCA stammt aus dem Jahr 1902 und wurde 2010 grundlegend renoviert. Weiterhin sehenswert sind die englische, 1885 im gotischen Stil errichtete Eucharistie-Kirche sowie die 1895 vollendete Christ Church.
Das Gebäude der örtlichen Zweigstelle der Boston Public Library wurde 1899 errichtet und im Jahr 2000 durch einen zeitgemäßen Anbau in seiner Fläche nahezu verdoppelt. An der Fairmount Avenue befindet sich ein Opernhaus, das 1897 von Leroy J. French errichtet wurde und heute dem Riverside Theatre Works als Spielort dient.
Darüber hinaus gibt es in Hyde Park eine Vielzahl von Lagerhäusern und Fabrikgebäuden aus dem 19. und frühen 20. Jahrhundert, die vorwiegend in Readville bzw. entlang des Neponset River und Mother Brook stehen. Auf dem Fairmount Hill gibt es viele aus architektonischer Sicht interessante Häuser in den Baustilen Italianate, Gothic Revival und Viktorianisch.

## Wirtschaft und Infrastruktur

### Verkehr
Die Pendlerzuglinie Fairmount der MBTA nach Readville stellt die kürzeste Verbindung von Hyde Park zum Bostoner Stadtzentrum dar und kann in der Station Hyde Park am Cleary Square betreten werden. Dort befinden sich ebenfalls Haltepunkte der Bahnlinien Providence/Stoughton und Franklin. Neben den Bahnverbindungen gibt es auch mehrere Buslinien, die Anbindungen an die Orange Line, Red Line in Jamaica Plain bzw. Mattapan bieten.
Um 1875 betrieb G. E. Mansfield die Sumner Heights and Hazelwood Valley Railroad von seinem Wohnhaus zum Bahnhof.

### Bildung
Die Boston Public Library unterhält eine Zweigstelle in Hyde Park, deren Gebäude einen Architekturpreis des American Institute of Architects gewinnen konnte. Die Bauarbeiten begannen 1898, die Eröffnung folgte im Jahr 1899. 1912 wurde die Bibliothek im Zuge der Annektierung des Stadtteils zu einem Teil der Boston Public Library. 1997 wurde mit Bauarbeiten an einem Anbau sowie mit der Renovierung des bestehenden Gebäudes begonnen. Im Januar 2000 erfolgte dann die Wiedereröffnung in Anwesenheit des Bostoner Bürgermeisters Thomas Menino. Im Mai des Jahres 2006 erhielt die Bibliothek den Best Accessible Design Award.

#### Schulen
Die Boston Public Schools betreiben alle öffentlichen Schulen des Stadtteils:
- Henry S. Grew Elementary School
- William E. Channing[14]
- Elihu Greenwood[15]
- William Barton Rogers Middle School[16]
- Franklin D. Roosevelt K-8 School[17]

Darüber hinaus gibt es die folgenden Charter Schools:
- Academy of the Pacific Rim[18]
- Boston Preparatory Charter Public School[19]
- Boston Trinity Academy[20]
- Boston Renaissance Charter School (Teil der Academy of the Pacific Rim)

#### Hyde Park High School
Bereits seit den Gründungstagen von Hyde Park als eigenständige Stadt befand sich dort – über die Jahre an wechselnden Orten angesiedelt – eine öffentliche High School, jedoch wurde das erste speziell dazu errichtete Gebäude erst 1902 an der Harvard Avenue und Everett Street fertiggestellt, in dem sich heute die Rogers Middle School befindet. Im Zuge der Annektierung wurde die Hochschule Teil der Boston Public Schools und erhielt in den 1920er Jahren ein neues Gebäude an der Central/Metropolitan Avenue. Im Jahr 2005 wurde die High School als Hyde Park Education Complex neu aufgesetzt und war in die drei kleineren High Schools Community Academy of Science and Health (CASH), The Engineering School und Social Justice Academy unterteilt. Im Jahr 2011 wurden der Komplex jedoch wieder aufgelöst und die beiden letztgenannten Schulen geschlossen. CASH blieb hingegen geöffnet und zog nach Dorchester um. Es gibt Pläne, die Boston Latin Academy aus Roxbury in das nun leerstehende Gebäude der Hyde Park High School umzuziehen.

#### Hochschulen
Auf dem Fairmount Hill befindet sich das private Boston Baptist College.

## Persönlichkeiten

### Söhne und Töchter der Stadt
- Bryson Burroughs (1869–1934), Maler
- Elizabeth Short (1924–1947), Kellnerin und Mordopfer im Jahr 1947, als „Die schwarze Dahlie“ bekannt geworden
- Manny Delcarmen (* 1982), Relief Pitcher für die Colorado Rockies

### Persönlichkeiten, die vor Ort gewirkt haben
- Angelina Emily Grimké (1805–1879), Abolitionistin und Suffragette
- Henry B. Carrington (1824–1912), General der Unionstruppen im Sezessionskrieg und einer der Gründer der Republikanischen Partei
- Rebecca Lee Crumpler  (1831–1895), erste Afroamerikanische Ärztin
- John Joseph Enneking (1841–1911), Maler des Impressionismus[23]
- Childe Hassam (1859–1935), Künstler
- Arthur Vining Davis (1867–1962), Vorstandsvorsitzender der Alcoa von 1928 bis 1958
- Robert Frederick Drinan (1920–2007), römisch-katholischer Jesuiten-Priester und Professor für Rechtswissenschaften am Boston College
- Thomas Menino (1942–2014), Bürgermeister von Boston
- Felix D. Arroyo (* 1948), erster Latino-Stadtrat von Boston[24]
- Maura Tierney (* 1965), Schauspielerin, bekannt durch ihre Rollen in NewsRadio und Emergency Room – Die Notaufnahme